# L. R. Wright
Laurali Rose Wright, geborene Laurali Rose Appleby, auch L. A. Wright, (* 5. Juni 1939 in Saskatoon, Saskatchewan; † 25. Februar 2001 in Vancouver, British Columbia) war eine kanadische Journalistin und Kriminalschriftstellerin.

## Leben
Laurali Rose Wright war die Tochter von Sidney Appleby und seiner Ehefrau Evelyn Barber Appleby. Gemeinsam mit ihrem jüngeren Bruder Brian wuchs Wright in Saskatoon und Abbotsford, British Columbia, auf. 1955 siedelte die Familie nach Hemer in Deutschland um; Vater Sidney übernahm bei den kanadischen Streitkräften in Soest eine Stelle als Lehrer an der Canadian Army Base School. Ihren Sekundarschulabschluss absolvierte Wright 1956 in Soest.
Nach dem Tode des Vaters zog die Familie zurück nach Kanada. 1961 begann Wright ihr Studium von Englischer Literatur und Schauspiel an der von Dorothy Somerset 1938 gegründeten UBC Summer School of Theatre in Vancouver. Es folgte ein kurzes Engagement beim Holiday Theatre, wo sie den Leiter des Theaters und späteren Ehemann John Wright kennenlernte; sie heirateten am 6. Januar 1962 und hatten zwei Töchter, Katey und Johnna.
In den Folgejahren lebte die Familie u. a. in Calgary, wo Wright als Reporterin für die Tageszeitungen Calgary Albertan und Calgary Herald tätig war. Die Verbesserung ihrer schriftstellerischen Arbeit realisierte sie mit dem Besuch eines Kurses an der Banff School of Fine Arts in Alberta. Ihr dortiger Mentor war der Schriftsteller W. O. Mitchell.
Wrights erste belletristischen Werke waren keine Kriminalromane, sondern Romane entsprechend dem allgemeinen Publikumsgeschmack. 1979 gewann sie den Nachwuchswettbewerb Search-for-a-New-Alberta-Novelist Competition und veröffentlichte im gleichen Jahr ihren Erstlingsroman Neighbours. 1985 begann Wright erfolgreich Kriminalromane zu schreiben, Protagonisten waren Karl Alberg und später Edwina Henderson,  Polizist und Polizistin der Royal Canadian Mounted Police.
L. R. Wrights Ehe endete 1995 mit Scheidung. Annähernd zeitgleich erkrankte Wright an Krebs. Am 25. Dezember 2000 heiratete sie erneut John Wright; wenige Wochen später, am 25. Februar 2001, verstarb Laurali Rose Wright.

## Werke

### Karl-Alberg-Serie
- 1985 The Suspect (dt. Tiefer Grund. Rowohlt, Reinbek 1987, ISBN 3-499-42847-4).
- 1986 Sleep While I Sing (dt. Die Galerie der Toten. Rowohlt, Reinbek 1988, ISBN 3-499-42825-3).
- 1991 A Chill Rain in January (dt. Eisregen. Haffmans Kriminalromane bei Heyne, München 1994, ISBN 3-453-07895-0).
- 1992 Prized Possessions.
- 1993 Fall From Grace (dt. Sündenfall. Haffmans Kriminalromane bei Heyne, München 1995, ISBN 3-453-08102-1).
- 1993 Strangers Among Us (dt. Es war ein Tag wie jeder andere. Rowohlt, Reinbek 1999, ISBN 3-499-26177-4).
- 1994 A Touch of Panic.
- 1995 Mother Love (dt. Kehre nie zurück! Rowohlt, Reinbek 2000, ISBN 3-499-26267-3).
- 1997 Acts of Murder.

### Edwina Henderson-Serie
- 2000 Kidnap
- 2001 Menace[5]

### Sonstige – Mainstream Novels
- 1979 Neighbours
- 1982 The Favorite
- 1984 Among Friends
- 1988 Love in the Temperate Zone

## Auszeichnungen
- 1986: Edgar Allan Poe Award – Kategorie Best Novel für The Suspect (dt. Tiefer Grund)
- 1986: Nominiert mit The Suspect für den Ethel Wilson Fiction Prize
- 1991: Arthur Ellis Award – Kategorie Best Novel für A Chill Rain in January (dt. Eisregen)
- 1995: Canadian Authors’ Association Award for Fiction für Mother Love (dt. Kehre nie zurück)
- 1996: Arthur Ellis Award – Kategorie Best Novel für Mother Love (dt. Kehre nie zurück!)
- 2001: Derrick Murdoch Award der Crime Writers of Canada  (CWC)  in Anerkennung ihrer kriminalliterarischen Verdienste